# 19時03分 上野発夜光列車
『19時03分 上野発夜光列車』（じゅうくじさんぷん うえのはつやこうれっしゃ）は、1999年3月4日にヴィジットから発売されたプレイステーション用ゲームソフト。原作は大迫純一。

## 概要
背景画像の上に表示される文章を読み進み、選択肢によりシナリオを分岐させるサウンドノベル形式のゲーム。なお「サウンドノベル」は本来チュンソフトの登録商標であり、本作の正式なジャンルはハイパーノベルとなっている。
同社製のハイパーノベル作品としては第3作目となる。

## ストーリー・設定
19時03分。上野発札幌行き寝台特急「北斗星5号」のホームにカメラバックを抱えた1人の男が駆け込む。ロイヤルルームで初老の男がバイオリンを奏でる中、スーツ姿の青年が重たい2つのケースと責任を抱え乗り込む。男が駆け乗った背後でドアが閉まり、北斗星5号は走り出した。しかし、走り出したが最後、そのドアが二度と開かないことを、今はまだ誰も知らない……。

### アルキュミア
このゲームにおいて最も重要であり、事件の原因となった異生命体。名称はラテン語で錬金術を意味する。
姿は昆虫に酷似しているが、塩基配列等は全くのデタラメであり、既存の生物とは全く異なる生態、遺伝子を持つ。体長は20センチほどで驚異的なパワーを持つ他、虫のような羽をもつ。体からは強い電磁波を出しており、5メートル以内だと携帯電話も使用が不可能となる。腹部が発光し、蛍光塗料を使用したものを身につけていると仲間と勘違いする。また一定の電磁波にも反応し、カメラのフラッシュを苦手とする。2人の人間が少しでも触れていればひとつの個体として認識し、嗅覚や聴覚ではなく、視覚に頼って行動する。また高温に弱い。
繁殖サイクルが異常に短く、わずか数時間で第3〜4世代が誕生するほど。また女王を必要とせず、一定の密度に達すると自動的に生まれる。過剰な自己防衛本能から、アルキュミア以外の生命体を無差別に攻撃する。さらに特筆すべきことはその繁殖方法である。アルキュミアの種類は大きく4つに分かれる。チェンバー（後述）は捕獲もしくは発見した他の生物に対し幼虫を植え付け、幼虫は宿り主の脳に命令を出し、宿り主を完全に掌握する。これは地球上においてどの生物にも見られない特徴である。操られた宿り主はアルキュミアの巣に自動的に集まり、最終的にアルキュミアのエサとして貯蔵、捕食される。掌握された生物は一切の理性を失うため意思の疎通は不可能となる。特に人間の場合繁殖サイクルがさらに短縮され、アルキュミアは爆発的な繁殖を見せる。
チェンバー
当初持ち込まれたアルキュミアのサンプルのうち、最も多かったタイプ。腹部の背が白く、頭部に長い針をもち、その全てがメス。腹部にはアルキュミアの幼虫が詰まっており、針を通して寄生主に植えつける。さらに幼虫は植えつけられた部位によってオスかメスかが決定され、脳に植えつけられた場合は全てがメス（チェンバータイプ）として育つ（脳内物質、特にセラトニンの量が関係）。
ウォーリアー
アルキュミアの中で「兵士」として機能する。巨大なあごを持ち、その部位だけ見ればクワガタムシに酷似する。非常に凶暴であり、攻撃フェロモンを分泌し応援を呼ぶ。仲間以外の有機生命体を発見すると攻撃を開始し、窓ガラスすら破って突進してくる。あごの力はけた違いに強く、大人の手首をも食いちぎってしまうほど。同じく腹部が発光する。ウォーリアーが倒した対象にチェンバーが幼虫を植え付ける例もあった模様。
ワーカー
名前のみ登場する。カマキリのような前肢をもち、巣の構築・エサの管理等を司る。女王の指示に従い、基本的に巣で活動する。
女王
全てのアルキュミアの頂点に君臨する。戦闘能力・産卵能力はなく、巣の構築やエサの確保、巣の移動を完全に指揮する。その見返りとしてその他のアルキュミアが女王に餌を献上する。アルキュミアが一定の密度にまで発展すると自動的に女王が発生する。ただし今回の事件においては、正式な女王は誕生しなかった。アルキュミアは電磁波を用いた意思疎通を行うため、条件さえ満たせば純粋なアルキュミア以外でも（たとえ生物でなくても）巣は機能する。
これらの事から、将来的には生物兵器として使用されることが予想される。

## 登場人物
赤井 一平
今作の主人公の一人。28歳のフリーカメラマンで、北海道への取材のために北斗星5号の開放型B寝台に乗車する。過去に恵利子という婚約者がいたが事故死し、その時撮った恵利子の変わり果てた姿の写真が結果的に彼を有名にしてしまった。そのためやや女性が苦手。体力があり、普段は無口で笑顔を見せないように心掛けているが童顔らしい。趣味はプラモデル作り。
畠山 美由紀
今作の主人公の一人。24歳の中学校教師で、修学旅行の下見のため同僚教師の坂本いづみとともに北斗星5号のデュエットに乗車する。前作の「最終電車」にも登場しており、その時の体験が原因で不眠症にかかっている（眠れることは確かなのだがその実感がなく、記憶がスキップしたように感じる）。再びやってきた止まらない列車の恐怖に怯える。歴史の教師だが暗算は得意。趣味は読書。
野尻 留美
本編で赤井と行動を共にすることになる、14歳の女子中学生。少々大人びた性格で顔立ちもスタイルも良く、倉田曰く「10年もしたらかなりモテる」。東京の友人に会った後、友人たちのおごりでロイヤルに乗車した。同じく買ってくれたクマのぬいぐるみをお守りにしている。ツインテール。
日高 神偶
本編で美由紀と行動を共にすることになる58歳の長身の紳士。飄々とした態度で「三文学者」と称しているが、優れた洞察力と幅広い知識を持っており、異常事態を冷静に分析することができる。ロイヤルに乗車しており、その部屋のベッドには生物学、物理学、オカルトなどの本が一緒くたに積まれていた。赤井曰く「古い怪奇映画の英国俳優に似ている」。
倉田 康雄
所属する研究機関（おそらく非合法組織、もしくはそれらと関わりが強い機関）から課せられた任務のために北斗星5号のロイヤルに乗車した男。1年前、霧吹山から発見された異質な生命体「アルキュミア」を北海道・旭川の研究所まで運ぶ予定だったが、トラブルによってアルキュミアが拡散し、今回の事件を間接的に引き起こしてしまう。争い事が嫌いで暴力も好まない性格。最期に機関から捨て駒にされたことと自分の無力さを惨めに思いつつ、それを受け止めて「アルキュミア」とともに散る覚悟を決めた。趣味は釣り。彼のグラフィックからみて眼鏡をしている様である。
睦月 早苗
シナリオによって登場する。昔、両親を嵌めて貶めた野田という男に復讐するため、野田と同じ「北斗星5号」に乗車し、彼を殺害する。美人。シナリオによっては殺人事件を起こさない。野田の殺害計画のため、策略で赤井の隣の寝台を手に入れた。
坂本 いづみ
シナリオによって登場する。美由紀の同僚教師で勤続25年のベテラン。本編の美由紀編では彼女が忽然と姿を消したことからストーリーが始まる。別のシナリオではトレインジャック犯に人質にとられるが、臆することなく気丈な態度でふるまう。
男（トレインジャック犯）
シナリオによって登場する。擦り切れたジャンパーを着た中年。某国に雇われて倉田の妨害を目的に北斗星5号に乗り込み、倉田が運んでいたアルキュミアをケースごと盗み出すが、誤ってアルキュミアを拡散させてしまう。あるシナリオでは美由紀と銃撃戦を繰り広げる。
海野
シナリオによって登場する。「北斗星5号」の車掌。2年前に就職情報誌の取材を受けていた縁で、赤井とは面識があった。
宮下 昭二
シナリオによって登場する。3号車の16下に乗っていた不動産関係の中年男性。
山田 章太郎
シナリオによって登場する。妻の文子とともに「北斗星5号」に乗っていた老夫婦。寝台は3号車の5下（文子は6下）。
佐々木 祐介
シナリオによって登場する。3号車の15上に乗っていたサラリーマン風の男性。
武田 優二
シナリオによって登場する。3号車の2上に乗っていた若い男性。
子供
「キングバトレイガー」の玩具を持って車内を走り回っていた。あるシナリオでこの玩具が重大な意味を持つ。

## スタッフ
- エグゼクティブ・プロデューサー：森本和伸
- プロデューサー：加藤誠、大高紳吾
- 原作・脚本：大迫純一
- ディレクター：金丸義勝
- サブディレクター：山田成和
- グラフィック：高松由美、廣田慎也
- メインプログラム：堤大輔
- シナリオプログラム：飯田真隆
- サブプログラム：高楠弘一
- 効果音：藤田靖明（ファースト・サークル）
- 音楽：村田尚司
- セールス・プロモーション：島村玄忠
- 校正：北山しお
- パッケージデザイン：企楽社

## 評価
ゲーム誌『ファミ通』の「クロスレビュー」では合計28点（満40点）となっている。

## その他
本作に登場する寝台特急「北斗星」は実在する列車であり、発売時は本作の舞台である「北斗星5号」を含む3往復が運行されていたが、発売から約4か月後に行われた1999年7月16日ダイヤ改正で臨時寝台特急「カシオペア」が新設されたことに伴い、「北斗星」はそれまでの3・4号が81・82号として臨時列車化されるとともに、定期運行は2往復に削減され、5・6号がそれぞれ3・4号となった。そのため、本作の舞台である「北斗星5号」は「北斗星3号」となった。
2008年3月15日ダイヤ改正以降は1往復のみの運転となり、号数が付かなくなったが、下り列車の上野駅発車時刻は当時の5号と同じ19時03分発であった。なお、上り列車は2号に相当する。
その後、「北斗星」は車両の老朽化や北海道新幹線の走行試験などのため、2015年3月14日ダイヤ改正をもって定期運行を終了し、同年8月22日をもって臨時列車としての運行も終了した。

## 関連作品
- 最終電車（1998年） - 本作の登場人物が登場する。
- 大幽霊屋敷 〜浜村淳の実話怪談〜（1998年） - 本作の原作・脚本を担当した大迫が出演している。